# Гриньки (Звягельський район)
Гриньки́ — село в Україні, у Баранівській територіальній громаді Звягельського району Житомирської області. Чисельність населення становить 325 осіб (2001).

## Населення
Відповідно до результатів перепису населення СРСР, кількість населення станом на 12 січня 1989 року становила 308 осіб. Станом на 5 грудня 2001 року, відповідно до перепису населення України, кількість мешканців села становила 325 осіб.

## Історія
Станом на 1 жовтня 1941 року — населений пункт Кашперівської сільської ради Баранівського району Житомирської області. На 10 грудня 1952 року — хутір, що підлягав перетворенню на село. З 30 грудня 1962 року до 8 грудня 1966 року, в складі сільської ради, перебував у складі Новоград-Волинського району Житомирської області.
27 липня 2016 року село увійшло до складу новоствореної Баранівської територіальної громади Баранівського району Житомирської області. Від 19 липня 2020 року, разом з громадою, в складі новоствореного Новоград-Волинського (згодом — Звягельський) району Житомирської області.